# Nada Babić
Nada Babić, hrvaška gledališka igralka, * 5. februar 1903, Sveti Juraj † 26. januar 1951, Zagreb.

## Življenje in delo
Nada Babić poročena Kukić se je leta 1921 v Zagrebu vpisala na novo ustanovljeno Državno šolo za igralsko umetnost. Naslednje leto je dobila aranžma v zagrebški Drami. Kot igralka zagrebškega gledališča je interpretirala obsežen repertoar. Najprej je nastopala v vlogah naivk v veseloigrah: Scampolo Daria Niccodemia, Toinette v Molièrevem Namišljenem bolniku in drugih. Igralsko zrelost pa je dosegla v vlogah Marije v Shakespearovih dramah o treh kraljih: Rihard II., Kralj John in Henrik IV. Izkazala se je tudi v ruskem klasičnem repertoarju kot Katjuša Maslova v dramski priredbi Tolstojevega Vstajenja. Gostovala je na odrih v Beogradu, Splitu in Sarajevu. Zadnji nastop je imela maja 1941 z vlogo Gube v pastoralno-mitološki komediji Plakir Marina Držića. 